# NGC 4081
NGC 4081 је спирална галаксија у сазвежђу Велики медвед која се налази на NGC листи објеката дубоког неба.
Деклинација објекта је + 64° 26' 14" а ректасцензија 12h 4m 33,2s. Привидна величина (магнитуда) објекта NGC 4081 износи 12,8 а фотографска магнитуда 13,7. NGC 4081 је још познат и под ознакама UGC 7062, MCG 11-15-15, CGCG 315-10, IRAS 12020+6442, PGC 38212.